# Meeres-Salde
Die Meeres-Salde (auch Strand-Salde genannt) (Ruppia maritima L.)  ist eine Wasserpflanzenart aus der Familie der Saldengewächse (Ruppiaceae). Trotz ihres wissenschaftlichen Namens ist sie keine eigentliche Meerespflanze und lässt sich am besten als salztolerante Süßwasserpflanze beschreiben. Die Pflanzenart wurde erstmals von Carl von Linné (1707–1778) beschrieben, welcher die Pflanzengattung zu Ehren des deutschen Botanikers Heinrich Bernhard Rupp (1688–1719) nach ihm benannte.

## Vorkommen
Die submerse Wasserpflanzenart ist auf Grund ihrer hohen Toleranz auf den Salzgehalt im Wasser weltweit sehr verbreitet (gilt als sog. Kosmopolit) und wächst am häufigsten in Küstengebieten und Ästuarien, wo sie im Uferbereich von Brackwassern und Sümpfen anzutreffen ist. Sie ist in vielen Regionen eine dominierende Küstenpflanze, gedeiht aber nicht gut in trübem Wasser oder in Substraten mit wenig Sauerstoff. In Europa kommt die Meeres-Salde fast überall vor (außer in Tschechien und dem alpinen Hochgebirge).
Die breite Toleranz der Wasserpflanze gegenüber Temperatur und Salzgehalt beschränkt ihre Ausbreitung nur auf grob 70° nördlicher Breite bis 55° südlicher Breite und auch in verschiedenen aquatischen Umgebungen, wie z. B. in Salinen, in Gebieten, in denen das Wasser periodisch sinkt (bis zum Austrocknen) und an Orten mit stabilem Wasserstand und Salzgehalt (wie Seen und Lagunen) sowie auch in Flussmündungen, in denen die Gezeiten regelmäßige Veränderungen des Wasserstands und der Meerwasserkonzentration verursachen (wie in Mangroven). Selbst in den vielen Buchten an den verschiedenen Meeresküsten, von Äquatornähe bis in die kalten subarktischen und subantarktischen Gewässern ist sie vorzufinden, meist in Ufernähe mit einem durchschnittlichen Wasserstand zwischen 0,4 bis 4 m.

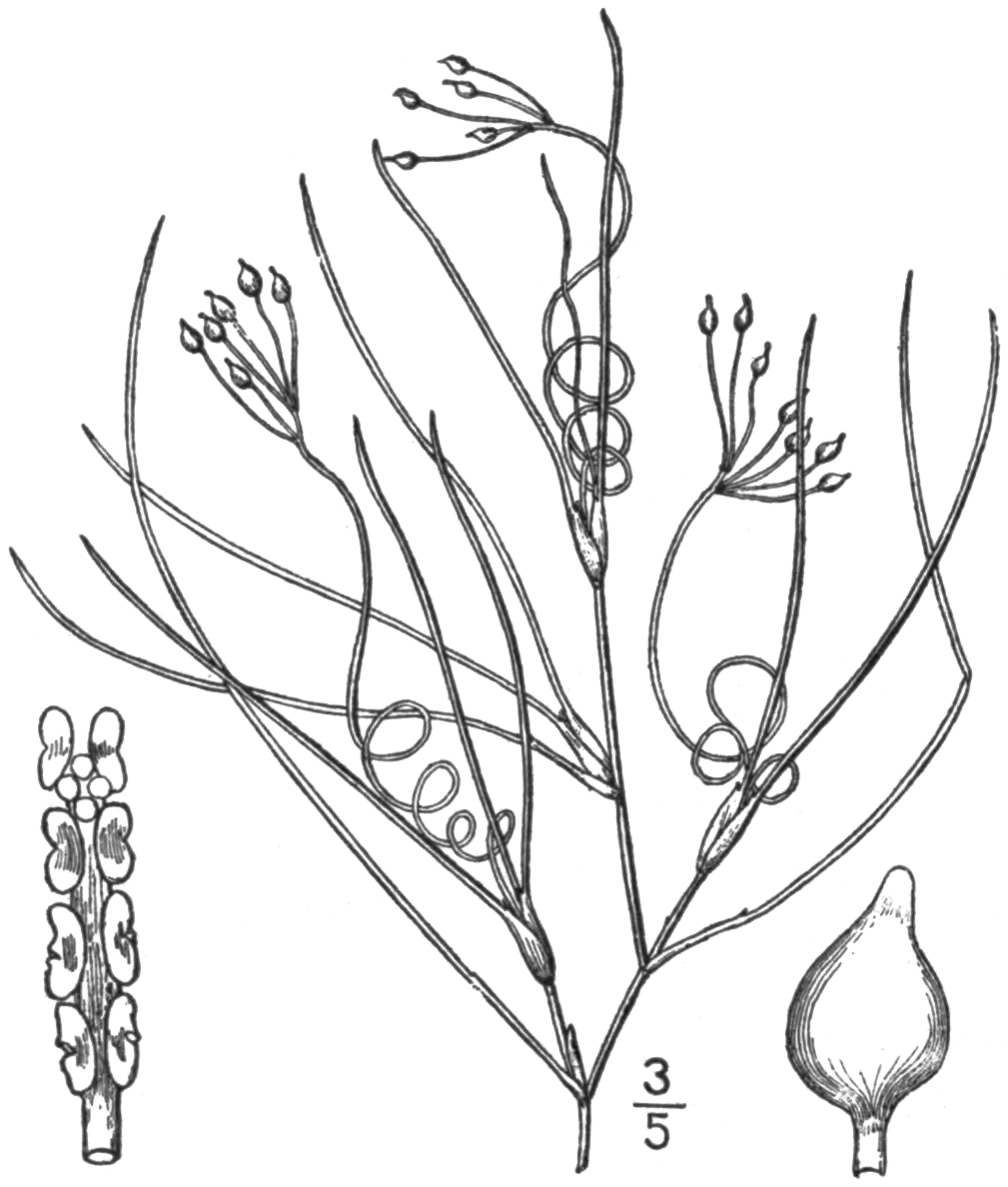
Meeres-Salde (Ruppia maritima), Illustration

## Erkennungsmerkmale
Die Meeres-Salde ist ein schlankes, fadenförmiges, ein- oder mehrjähriges Gras, welches aus einem Rhizom wächst und sich flach in feuchtem Substrat verankert. Sie bildet einen langen, schmalen, geraden oder an der Spitze leicht gebogenen Blütenstand mit zwei kleinen (3–5 mm großen) Blüten aus, welche paarweise angeordnet sind. Die Pflanze ist photo-autotroph und blüht von Mai bis September. Die Pflanze bestäubt sich meist selbst, gibt aber auch Pollen ab, der in Luftblasen zu anderen Pflanzen gelangt oder durch die Strömung verteilt werden kann. Die Früchte der Pflanze sind 0.5 bis 4 mm große Steinfrüchte mit einem seitlichen Schnabel, welche sich im Wasser verteilen und dann von Fischen und Wasservögeln gefressen werden. Die Pflanze kann sich auch vegetativ vermehren, indem sie aus ihrem Rhizom Knospen treibt und dabei ausgedehnte Kolonien in Symbiose mit anderen Wasserpflanzen bilden kann. Die Pflanze wird ca. 14–45 cm hoch und hat einen fadenförmigen Stamm, an dem 4 bis 11 mm lange und ca. 0,5 mm breite schmale Blätter aus Blattscheiden wachsen. Die Pflanze keimt bereits ab etwa +15 °C und wächst ab ca. +12 °C weiter, bei ca. +20 °C blüht sie (meist mehrfach im Jahr, je nach Standort und Temperatur).
Die Chromosomenzahl der Art ist 2n = 40.

## Ökologie
Als Pionier- und Indikatorpflanze in verschiedenen Feucht-Habitaten ist die Meeres-Salde sehr anpassungsfähig gegenüber Änderungen der Temperaturen, des ph-Werts und des Salzgehalts, so können die Samen zwar bis zum Boden gefrierendes Wasser überstehen, reagieren aber mit Populationsrückgang bei sehr schnell schwankenden Salzgehalten, heftigen Wellengang und starken Strömungen. Dies wirkt sich dann auf die Anzahl der Samen pro Jahr oder auf die Lebensdauer der Pflanze aus. Ausgewachsene Meeres-Salden vertragen meist rauere Bedingungen, brauchen aber auch mehr Sonnenlicht und wachsen schlecht in trüben Wassern. In den Inland-Feuchtgebieten Deutschland gilt die Pflanze als stark gefährdet und konnte nur selten nachgewiesen werden (z. B. nachgewiesenes Vorkommen im NSG Arterner Solgraben). An den geschützten Küstengebieten an Nord- und Ostsee (z. B. im Wattenmeer und im Oderhaff) ist ihr Bestand aber über einen längeren Zeitraum stabil.
 

In Nordamerika wird in vielen Wasserschutzgebieten (z. B. in den Everglades) sowie sich in den meisten Feucht- und Küstengebieten Europas und Asiens gilt sie als wichtige Indikatorpflanze, da sie ein entscheidender Bestandteil des Speiseplans vieler Wasservogelarten ist und damit einen Meilenstein bei der Wiederherstellung der Ökosysteme bildet. So wird z. B. entlang den Atlantikküsten in den US-Bundesstaaten North Carolina und Rhode Island sowie in Florida rund um Tampa Bay über spezielle Monitoring-Programme das Wachstum und die Entwicklung der Wasser-Vegetation überwacht, da sie eine entscheidende Rolle bei der Erhaltung der dortigen Küstenökosysteme spielt. Zusammen mit den Seegras (Zostera marina) und anderen submersen Pflanzen bildet die Meeres-Salde dort ausgedehnte Unterwasser-Wiesen, welche Küstenerosion durch hohen Wellengang verhindern, Lebensraum für eine Vielzahl an Tieren bieten (verschiedene Arten von Krebsen, Muscheln, Fischen und Wirbellosen) und eine bedeutende Rolle bei der Verbesserung der Wasserqualität leistet, indem sie überflüssige Nährstoffe absorbieren und Sauerstoff erzeugen.